# Малкин, Анатолий Григорьевич
Анато́лий Григо́рьевич Ма́лкин (род. 28 апреля 1946, Укмерге) — советский и российский телережиссёр, продюсер, медиаменеджер. Генеральный продюсер телекомпании «Авторское телевидение», академик Российской академии телевидения, один из создателей проекта «12-й этаж» и телепрограммы «Взгляд».

## Биография

### Образование
Окончил Ленинградский институт театра, музыки и кинематографии в 1978 году (ныне — Российский государственный институт сценических искусств) по специальности «режиссёр телевидения» (мастерская Давида Карасика, одного из именитых педагогов телевизионной режиссуры, который в партнёрстве с Львом Цуцульковским и Александром Белинским основал Литературный театр на Ленинградском телевидении).

### Карьера в советский период
Работает на телевидении (ранее — Гостелерадио СССР) с 1969 года. Начал карьеру на Мурманской студии ТВ «Экран», был главным редактором литературно-драматических программ, работал в молодёжной редакции ЦТ СССР.
В партнёрстве со своей супругой Кирой Прошутинской создал телекомпанию ATV, президентом которой является. Соавтор 132 программ для «Первого канала» (ранее — «1 канала Останкино» и ОРТ), 4-го канала Останкино, ТВ-6, РЕН ТВ, ТНТ и ДТВ, а также телеканалов «Россия», ТВ Центр, НТВ, «Культура», «Бибигон», среди которых: «12-й этаж», «Взгляд», «Мир и молодёжь», «Мужчина и женщина», «Оба-На», «Дежурный по стране», «Ночной полёт», «Вместе», «Старая квартира», «Времечко», «Акуна Матата», «Эх, Семёновна!», «Мы», «Уроки русского. Чтения», «Сто вопросов к взрослому», «Временно доступен», «Нарисованные истории».
Был режиссёром и продюсером ряда телевизионных и документальных фильмов.
Режиссёр телеспектакля «Прошу не называть свою фамилию», телевизионных документальных художественных фильмов «Круг», «Время отпуска» и др.

### Постсоветский период
В 1991 году создал творческую студию — «Новая Студия». В июле 1992 года возглавил «4-й канал Останкино» и «за один год создал из канала повторов, с нулевым рейтингом оригинальный вещательный канал, с ежедневным собственным производством и рядом устойчиво высокорейтинговых телепрограмм». Под его руководством там работали Иван Кононов, Дмитрий Дибров, Леонид Парфёнов, Александр Тихомиров, Лев Новожёнов, Григорий Гурвич, Игорь Угольников, Алексей Кортнев, Валдис Пельш, Дмитрий Быков, Андрей Максимов, Сергей Шумаков, Наталья Никонова, Михаил Кожухов, Матвей Ганапольский и многие другие.
В январе 1994 года, после вывода 4-го канала из-под опеки компании «Останкино», повторно становится директором «Новой Студии» и членом Совета директоров «Останкино».
С 1994 — президент независимой телевизионной компании «Авторское телевидение» (ATV). Является одним из учредителей ATV.
В 2005 году ввёл в линейку ТВ Центр новую передачу, поразив экспертов воскресным ток-шоу «Человек из ящика».

### Кредо
Считает, что «телевидение не может быть лучше общества. Но должно».
Скептически оценивает деятельность телеакадемиков:

Академия совершенно не влияет на телевизионный процесс, на качество телевизионных программ, на разнообразие жанров, академия никаким образом не занимается развитием телевидения. Ведь то, что мы сейчас видим на телевизионной поляне, это абсолютно далеко ушло от того понимания телевидения, каким оно должно быть, кроме информации, которую мы имеем в приблизительном, но всё-таки имеем, каком-то состоянии, мы же не имеем никакой коммуникации со зрителем, мы не имеем никакого интерактива. Практически нет прямого телевидения, практически исчезли все телевизионные жанры. Мы занимаемся абсолютно лицензионным продуктом и ещё даём за это премии ТЭФИ, за воплощение чужой сценарной идеи, и ещё хвалимся тем, как мы здорово это воплотили, убивая собственное производство.

## Семья
До октября 2012 года состоял во втором браке (с Кирой Прошутинской).

## Награды и премии
- Орден Почёта (2006)
- Орден Дружбы (2011)
- Государственная премия Российской Федерации в области литературы и искусства (1999) — за художественно-публицистический цикл телепередач «Старая квартира»
- Благодарность Министра культуры и массовых коммуникаций Российской Федерации (28 марта 2006 года) — за  большой личный вклад в создание авторских телепрограмм демократического направления и в связи с 60-летием со дня рождения[12].